# Calixto Méndez
Calixto Méndez (Las Palmas de Gran Canaria, 10 de diciembre de 1937 - Huelva, 8 de febrero de 2015) fue un futbolista español que jugaba en la demarcación de defensa.

## Biografía
Debutó como futbolista en 1960 con la UD Las Palmas tras formarse en equipos como el CD Pilar, Atlético Arenal, CD Porteño, Racing Club y el UD Riffien-Haddú. Jugó durante dos años, un total de 33 partidos de liga, hasta que en 1960 fichó por el CD Málaga, con quien ganó la Tercera División de España en 1964. Tras fichar por el RCD Español se fue cedido al CE Europa hasta 1965, jugando en segunda división, y quedando en la posición número trece. Posteriormente jugó también para el Levante UD, RC Recreativo de Huelva, el Baltimore Bays estadounidense y para el Algeciras CF, equipo en el que se retiró como futbolista en 1970. Tras su retiro entrenó al Ayamonte CF durante varias temporadas en divisiones regionales.
Falleció el 8 de febrero de 2015 en Huelva a los 77 años de edad.

## Clubes
| Club                    | País           | Año         | Partidos | Goles |
| ----------------------- | -------------- | ----------- | -------- | ----- |
| UD Las Palmas           | España         | 1960 - 1962 | 33       | 0     |
| CD Málaga               | España         | 1962 - 1964 | 28       | 1     |
| RCD Español             | España         | 1964        | 0        | 0     |
| CE Europa (cedido)      | España         | 1964 - 1965 | 10       | 0     |
| Levante UD              | España         | 1965 - 1966 | 22       | 0     |
| RC Recreativo de Huelva | España         | 1966 - 1967 | 18       | 0     |
| Baltimore Bays          | Estados Unidos | 1968        | 21       | 1     |
| Algeciras CF            | España         | 1969 - 1970 |          |       |

## Palmarés

### Campeonatos nacionales
| Título                     | Club      | País   | Año  |
| -------------------------- | --------- | ------ | ---- |
| Tercera División de España | CD Málaga | España | 1964 |